# St. Andreas (Trostberg)

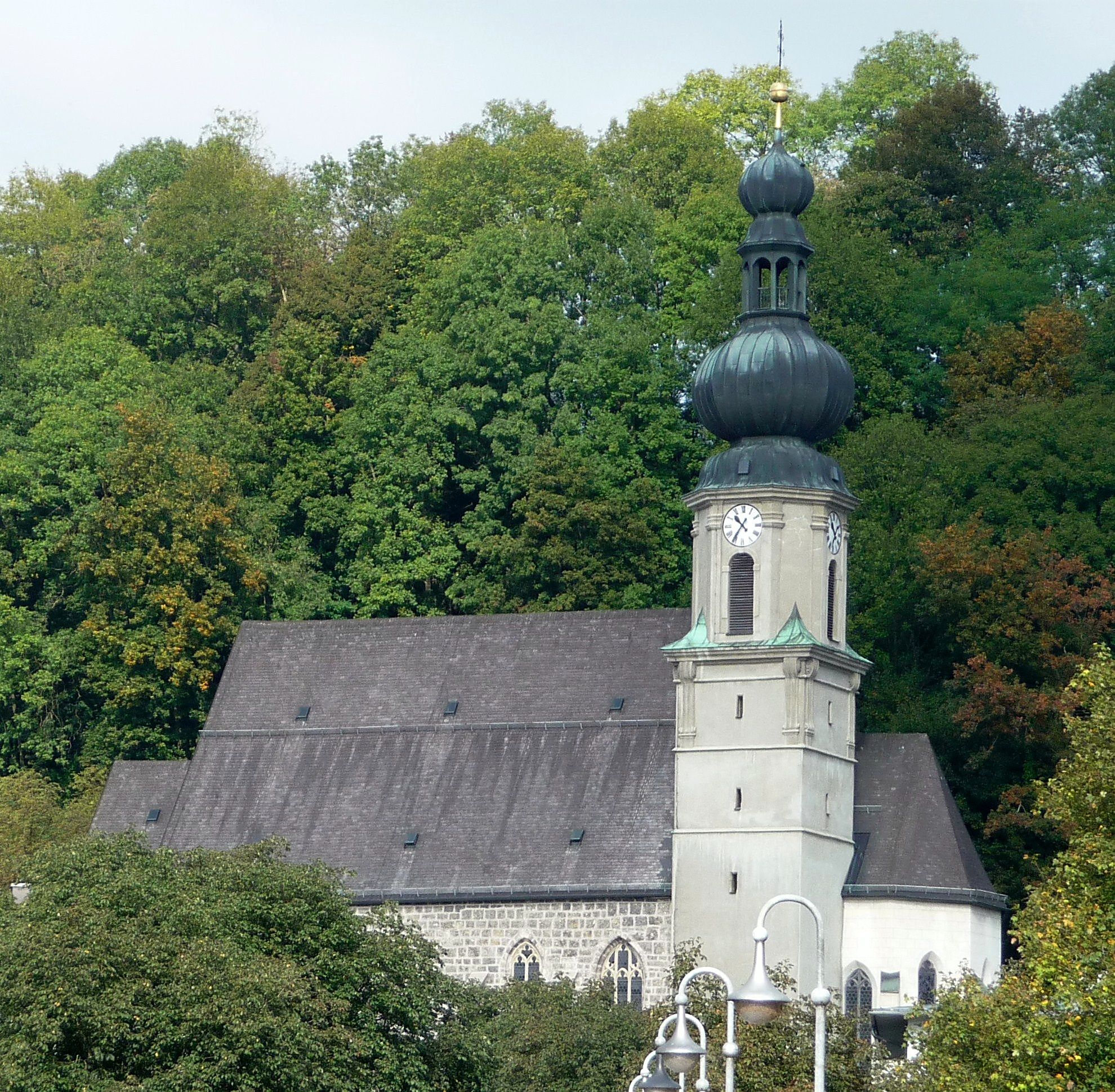
Pfarrkirche St. Andreas Trostberg

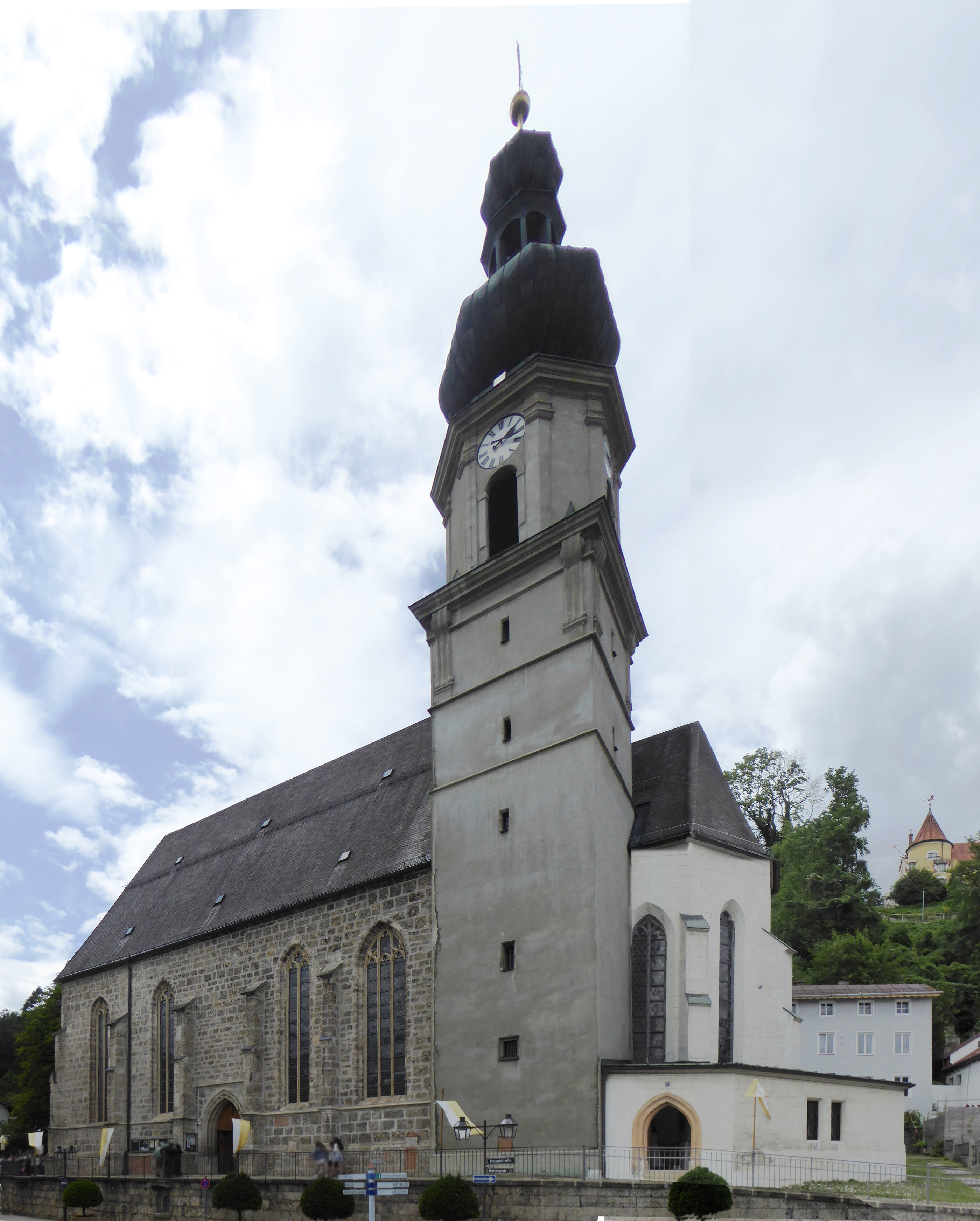
Südostansicht

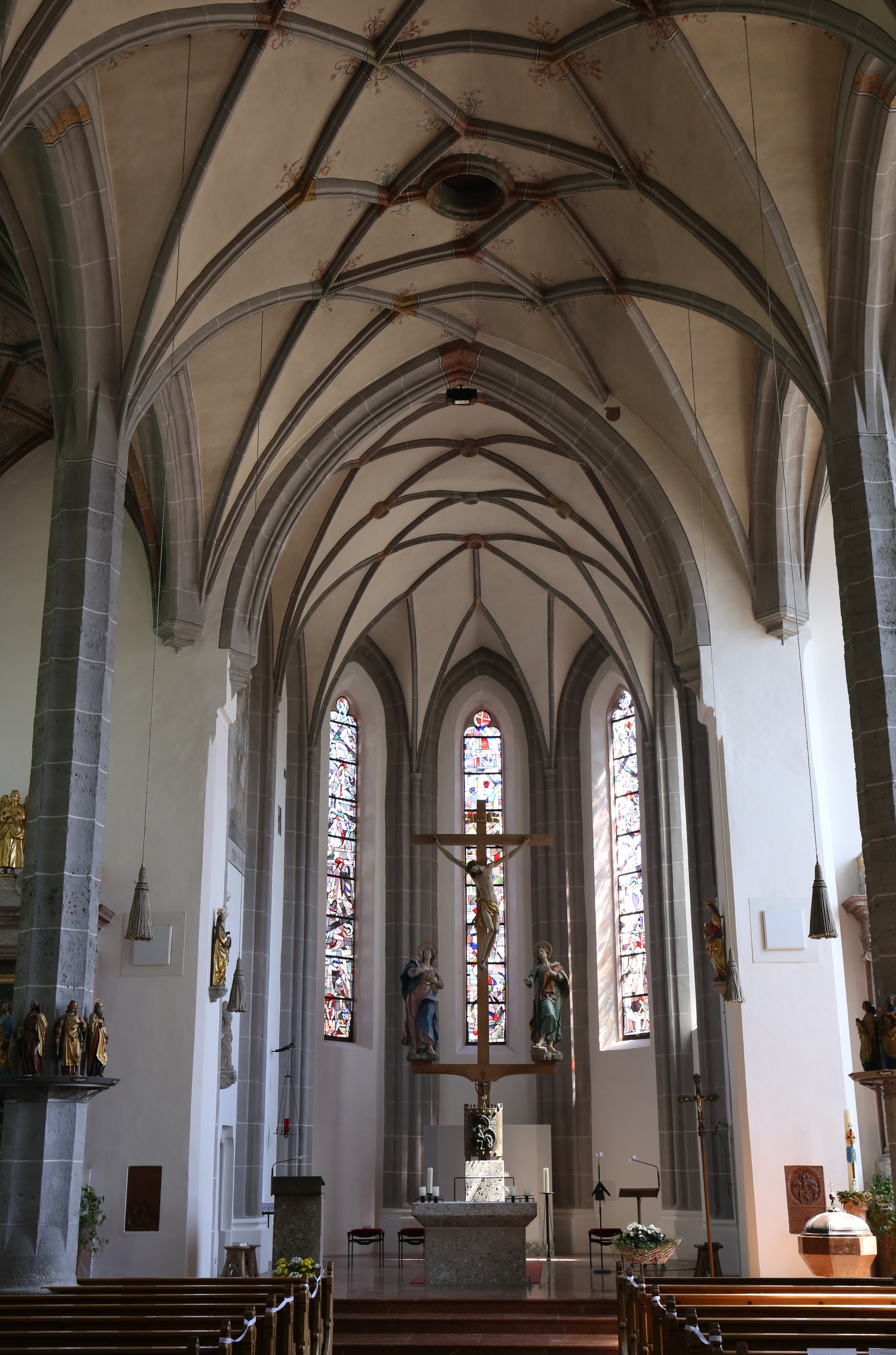
Innenansicht nach Osten

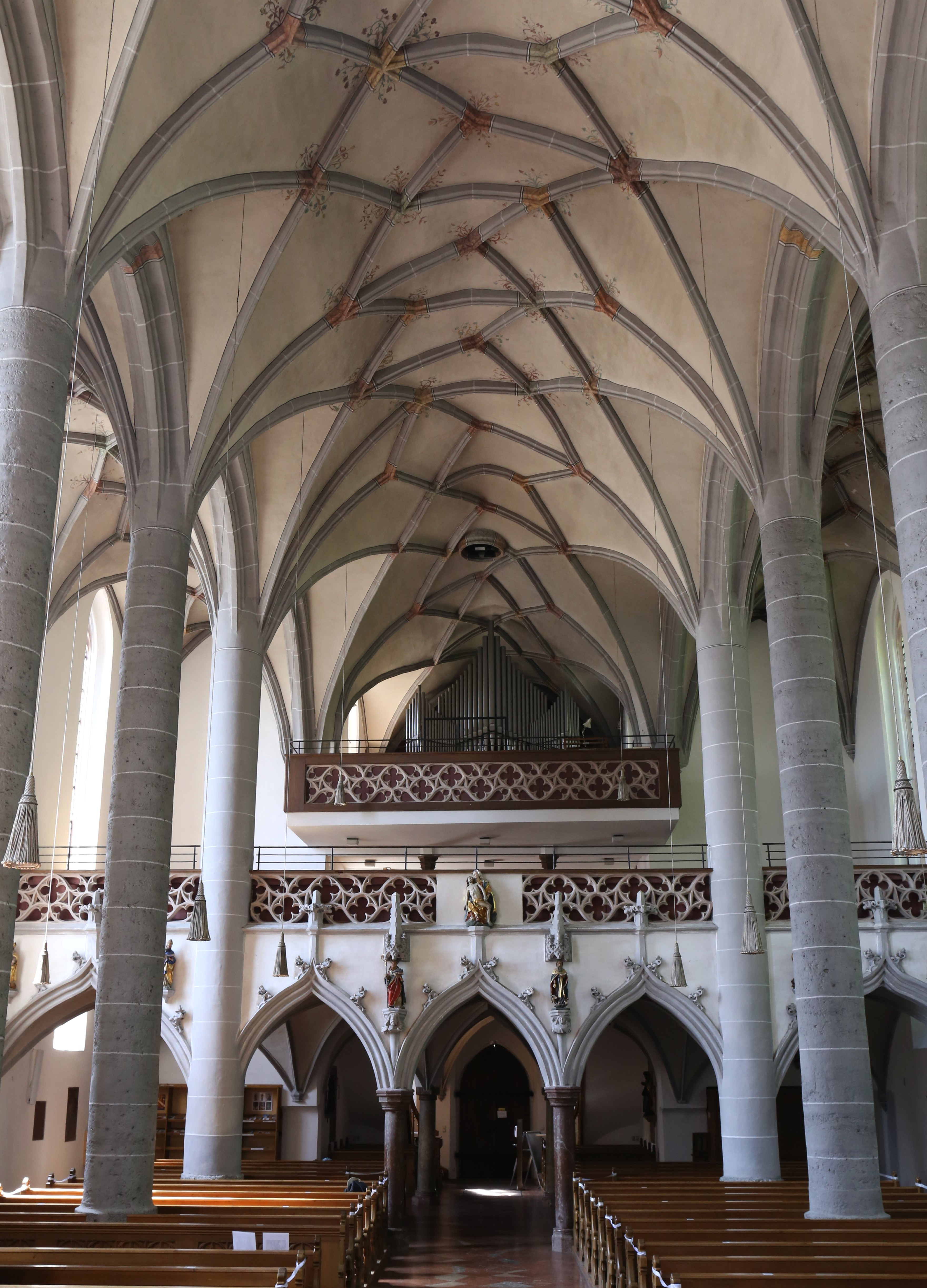
Innenansicht nach Westen

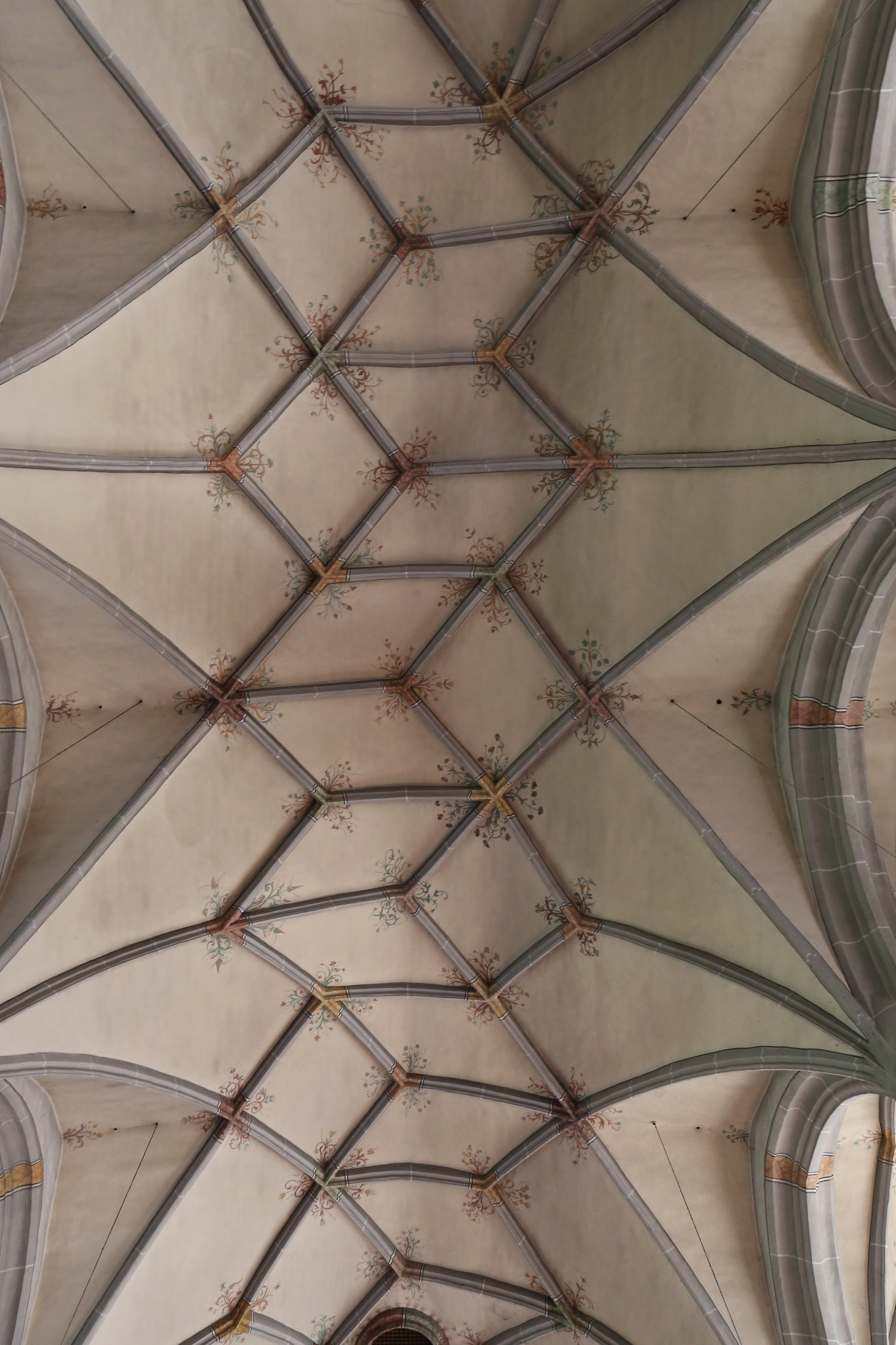
Gewölbe

Die römisch-katholische Stadtpfarrkirche St. Andreas, eine gotische Hallenkirche in Trostberg im oberbayerischen Landkreis Traunstein, gehört zum Pfarrverband Trostberg im Dekanat Baumburg des Erzbistums München und Freising. Sie liegt im Zentrum der Stadt auf einer Terrasse am Steilhang oberhalb der Alz. 

## Geschichte
Im Jahr 1347 wurde ein Vorgängerbau geweiht. Von einem um 1420 geweihten Neubau sind der Chor ohne das (erneuerte) Gewölberippennetz und die Frauenkapelle erhalten. Die Sakristei wurde im Jahr 1485, das Langhaus samt Empore in den Jahren 1498–1504 (nach einer Bauinschrift außen) erbaut. In den Jahren 1866–1869 wurde das Langhaus um ein Joch verlängert und mit der doppelstöckigen Vorhalle an Stelle der Seelenkapelle St. Ursula ausgestattet, dabei wurde die Empore verschoben und die Kirche regotisiert. Renovierungen erfolgten in den Jahren 1973/1974 (außen), 1976/1977 (innen) in der Fassung von 1504.

## Architektur
Die dreischiffige, fünfjochige Hallenkirche mit Strebepfeilern aus Nagelfluhquadern ist mit einem fünfseitig geschlossenen, verputzten Chor versehen. Die Sakristei liegt am Chorscheitel, an der Südseite steht ein rechteckiger Turm, der im oberen Teil oktogonal geformt und mit Gurtgesimsen gegliedert ist. Der Turmabschluss ist als Doppelkuppel mit Laterne ausgebildet. Im nördlichen Chorwinkel steht die Frauenkapelle, an der Südwand das 1867 versetzte Westportal aus der Zeit um 1500, im Westen das der abgetragenen Ursulakapelle von 1517. An der Südaußenwand ist der Grabstein des Gerhard Schirnegker († 1493) angebracht, der vom Steinmetz Franz Sickinger geschaffen wurde.
Das Mittelschiff ist im Vergleich zum Chor breit proportioniert. Der Raum wird durch schlanke Rundpfeiler in Joche gegliedert; das östliche Pfeilerpaar ist achteckig und gekehlt. Aus den Pfeilern wachsen die Rippen des komplizierten, asymmetrischen, aus verschränkten Dreistrahlfiguren gebildeten Netzgewölbes aus Backstein heraus, das sich an der Außenwand auf Konsolen stützt. An den Gewölbezwickeln sind feine Ornamente aus Pflanzenmotiven aufgemalt.
Im Westen ist die gemauerte Empore mit Maßwerkbrüstung über Kielbogen mit Krabbenbesatz eingebaut, die sich auf Rotmarmorsäulen stützen. Im südöstlichen Langhausfenster ist ein dreiteiliges Glasgemälde aus der Zeit um 1500 mit einer Darstellung des Martyriums des heiligen Andreas eingesetzt, die von Heiligen und der Stifterfamilie des Hans von Pienzenau, Pfleger von Trostberg, flankiert ist.

## Ausstattung

### Altäre
Die Altargruppe im Chor wurde 1956 zusammengestellt und besteht aus dem ehemaligen Chorbogenkruzifix, das von Schnitzfiguren von Maria und Johannes (angeblich aus Kloster Ettal) flankiert ist; alle Figuren stammen aus der Mitte des 18. Jahrhunderts. An der nördlichen Chorwand ist eine Steinfigur eines heiligen Bischofs, vermutlich Erasmus, vom Anfang des 15. Jahrhunderts aufgestellt. Die Seitenaltäre sind als Steinretabelaltäre mit einer vergoldeten Engelsfigur als Abschluss ausgebildet und wurden 1828 von Johann Poschner aus Tegernsee geschaffen. Der nördliche zeigt eine Marienfigur auf der Weltkugel aus der Zeit um 1760, welche dem Trostberger Johann Georg Kapfer zugeschrieben wird, der südliche ein Ölbild der Heiligen Dreifaltigkeit, das 1901 von Ludwig Glötzle geschaffen wurde. An der Empore stehen Schnitzfiguren auf Konsolenbüsten aus der Zeit um 1504, mit Darstellungen der Heiligen Eligius von um 1530, Antonius aus dem 17. Jahrhundert und ein Vesperbild aus der zweiten Hälfte des 18. Jahrhunderts.

### Glocken
Im Turm der Stadtpfarrkirche St. Andreas hängen vier Glocken in den Tönen h0-dis1-fis1-gis1 (Salve Regina). Alle vier Glocken wurden 1949 von der Landshuter Glockengießerei Johann Hahn gegossen.

### Grabsteine
An den Langhauswänden stehen zahlreiche Rotmarmorgrabsteine, darunter drei Gedenksteine für Hans III. Hertzhaimer, den Stifter der spätgotischen Kirche: an der Nordseite eine Darstellung eines Ritters im Hochrelief mit Maximiliansharnisch aus Salzburg um 1510, sowie eines Ritters, der vor dem Brustbild der Muttergottes kniet, das vermutlich von Hans Valkenauer in Salzburg nach 1512 geschaffen wurde. Beide waren bis 1866 an oder in der Schlosskapelle von Heretsham angebracht. An der Südseite ist ein dreiteiliges Epitaph mit Wappen, Inschrift und einem knienden Ritter zu finden, das 1497 vermutlich von Franz Sickinger aus Burghausen geschaffen wurde.
Ein Wappengrabstein der Adelsfamilie von Eschelbeck wurde um 1410 geschaffen. Auch an der Südseite sind die Grabsteine für Wolfgang Zunhamer († 1626) aus Solnhofer Stein, ein Ganzfigurenrelief für den Vikar Georg Ranzhofer († 1530) und ein Gedenkstein für Jörg Ernst († 1541) und seine Ehefrau Anna († 1532), der die Gatten vor einem Vesperbild im Gebet zeigt.
Neben den Eingängen sind zwei Weihwasserbecken mit den Jahreszahlen 1500 und 1514 angebracht.

### Orgel
Die Orgel aus dem Jahr 1959 wurde von der Firma St. Gregoriuswerk erbaut und besitzt 26 Register auf 2 Manualen und Pedal. Sie ersetzt ein früheres vollpneumatisches Werk der Firma Maerz aus München.

## Kapelle und Sakristei
Die Frauenkapelle wurde um 1420 erbaut und ist im Osten dreiseitig geschlossen. Sie wurde 1689 mit Netzrippen versehen und 1991 restauriert, wobei die neugotische Schablonenmalerei von 1869 wiederhergestellt wurde. Der Altar wurde in der zweiten Hälfte des 18. Jahrhunderts geschaffen. Eine Relieftafel mit der Geburt Christi, die vermutlich vom spätgotischen Hochaltar stammt, ist gegen Ende des 15. Jahrhunderts entstanden.
Die Sakristei enthält Schnitzfiguren von Maria auf dem Halbmond aus der Zeit um 1500 und der heiligen Katharina und Barbara, welche zeitweilig in der Burgkapelle standen und aus der zweiten Hälfte des 15. Jahrhunderts stammen, die letzteren Figuren wurden im 19. Jahrhundert überarbeitet.